# عازل كهربائي
عازل كهربائي (بالإنجليزية: dielectric)‏ هي مادة يمر فيها المجال الكهربائي إلا أنها ليست بالضرورة موصلة للتيار الكهربائي. تختلف هذه عن العازل "insulator" بأنه يُستخدم كمادة عازلة بين الأقطاب المعدنية في المكثف مثلاً، بينما العازل "insulator" يستخدم لمنع مرور التيار الكهربائي عبره.
ما يميز هذه المواد كونها غير موصلة أي أن الإلكترونات فيها غير حرة الحركة كما هي في المعادن الموصلة، وإنما تميل إلى الأستقطاب في حال توجيه مجال كهربائي عليها - أي تتجة الإلكترونات إلى طرف من العازل (مشكلة قطبا سالبا) بينما تزيد الشحنة الكهربائية الموجبة في الطرف العكسي (مشكلة قطبا موجبا) - وهذا هو معنى استقطاب المادة .

## استخدامات العازل الكهربائي
وتستخدم العوازل في أنواع كثيرة من التجهيزات الكهربائية والإلكترونية. فمثلاً، تُغطى الأسلاك المعدنية وحزم الأسلاك التي توصل الكهرباء من محطات التوليد إلى المنازل والمكاتب بمواد عازلة لمنع تسرب التيار الكهربائي وحماية الأشخاص. كما نري العوازل على أعمدة النور وهي مصنوعة من السيراميك العازل للكهرباء من اجل عزل الأسلاك الحاملة للتيار الكهربائي عن العمود وبالتالى نطمئن على ملمامسة العمود بدون أن يصعقنا التيار. وتستخدم العوازل أيضًا في المكثفات الكهربائية من أجل زيادة قدرتها على خزن شحنة كهربائية. ويستخدم الكهربائيون أدواتا ذات مقابض بلاستيكية أو مطاطية عازلة كهربائيا، ويرتدون أحذية ذات نعال مطاطية لكي يتجنبوا الضرر الناجم عن الصعقة الكهربائية.
كما أن الألواح الإلكترونية المطبوعة تتكون في المقام الأول من لوح من مادة عازلة كهربائيا، وذلك لتكوين الدوائر الكهربائية والإلكترونية عليها. كما تستخدم العوازل الكهربائية في صناعة المفاتيح الكهربائية لكي يتجنب الأشخاص الصعقة الكهربائية.
ومن العوازل الكهربائية الخشب والصوف وأكسيد الألمونيوم والبولي إثيلين وخزف والمايكا والزجاج والهواء والتفلون.

## الاستقطاب الكهربائي
الاستقطاب الكهربائي هو انزياح شكل السحابة الإلكترونية المحيطة بالنواة الذرية من الشكل الكروي إل الشكل البيضوي. بذلك تصبح محصلة السحابة الإلكترونية (سالبة) للذرة منزاحة بمسافة قليلة عن وتكون شحنة النواة المركزية الموجبة، وتكوّن قطبين أحدهما موجب الشحنة والآخر سالب الشحنة، ويسمى هذا الاستقطاب الكهربائي.

### بناء الذرة المبسط

تأثير مجال كهربائي على إحدى الذرات وتفسير العزل الكهربائي.

تتكون المادة من ذرات، وتتكون كل ذرة من سحابة من الإكترونات وهي سالبة الشحنة ومن نواة ذات شحنة كهربية موجبة في مركز السحابة السالبة، وتساوى شحنة النواة الموجبة شحنة السحابة المكونة من الإلكترونات السالبة ويذلك تنتج الذرة المتعادلة الشحنة. وبسبب المسافات الكبيرة بين الذرات وبعضها في المادة العازلة والارتباط الشديد بين الإلكترونات والنواة فإنه يصعب انتقال الإلكترونات من ذرة إلى أخرى عند تأثير مجال كهربائي خارجي عليها، وهذا معناه أن الإلكترونات لا تستطيع السريان من ذرة إلى أخرى تحت تأثير المجال الكهربائي الخارجي. وهذا هو العزل الكهربائي.
وتحت تأثير المجال الكهربائي الخارجي ينزاح فقط شكل سحابة الإلكترونات لكل ذرة كما هو واضح في الشكل فبدلا من أن تكون السحابة كروية تصبح شكلها بيضويا.
والشكل البيضاوي لسحابة الإلكترونات معناه اكتساب الذرة خاصية القطبين، ذلك بسبب انزياح محصلة الشحنة السالبة عن مكان وجود النواة الموجبة الشحنة. أي يمكن تمثيلها بقطبين كهربائيين أحدهما سالب والآخر موجب الشحنة. وتتصف المواد العازلة بأن كل ذرة فيه تتخذ شكل القطبين تحت تأثير مجال كهربائي خارجي، ولا تنتقل الإلكترونات بين الذرات، أي لا تسمح بمرور تيار كهربائي.
وعند إزالة المجال الكهربائي الخارجي تعود كل ذرة إلى حالتها الأصلية الكروية، وهي تحتاج للوصول غلى ذلك إلى زمن معين يسمى زمن الاسترخاء وهو يختلف من مادة إلى مادة، وتعود الذرة إلى شكلها الأصلي الكروي طبقا لعلاقة رياضية أسية معتمدة على الثابت الطبيعي e.
هذا هو التفسير البسيط المعتمد على البناء الذري للمادة. وتعتمد خواص كل مادة من وجهة عزلها للتيار الكهربائي على المؤثرات الخارجية عليها. وكلما تعقدت المؤثرات الخارجية على العازل الكهربائي كلما زادت تفاصيل وصف خواصه ن ومن المسائل الهامة في هذا السبيل:
- هل المجال الكهربائي الخارجي ثابت أم متردد أي متغير مع الزمن ؟
- وإذا كان المجال الكهربائي الخارجي متغير مع الزمن، فبأي معدل؟
- ماهي خولص المادة المختارة ؟
- هل اتجاه المجال الكهربائي الخارجي مهم، أي هل يوجد اختلاف بين تطبيق المجال الكهربائي على العينة من اليمين إلى اليسار، واختلاف في قدرة المادة على العزل عند تطبيق المجال الخارجي عموديا على الاتجاه الأول ؟
- هل المادة نقية ومتساوية التوزيع ؟
- هل توجد داخل المادة حدودا أو شقوقا لا بد من أخذها في الحسبان؟
- هل صفات نظام العازل صفات خطية أم له صفات غير خطية، لا بد من أخذها أيضا في الحسبان.

## المكثف الكهربي

الشحنات معزولة على اللوحين في المكثف وتتسبب في نشأة مجال كهربائي. ويوجد عازل كهربائي (برتقالي) يقلل المجال ويزيد سعة المكثف

تصنع المكثفات الكهربائية باستخدام مادة عازلة كهربائيا ذات نفاذية للمجال الكهربائي عالية كوسط عازل بين لوحي المكثف الذي يتجمع علي أحدهما شحنات سالبة (إلكترونات) و على الآخر شحنات موجبة (أيونات). وهناك عدة مواد يمكن استخدامها لهذا الغرض وتتصف بصفات العازل الكهربائي، مثل الزيوت أو الهواء.
وأهم غرض لوضع العزل الكهربي بين لوحي المكثف هو منع توصيل الشحنات بينهما ومنع تلامسهما. ومن أهم الخصائص المختارة للعازل الكهربائي dielectric material هي نفاذيته والتي تسمح بتكوين شحنات عالية على لوحي المكثف. ويتبين ذلك عند اعتبار مادة عازلة لها نفاذية ε وسمك
d بين اللوحين وعلهما شحنة σε .
{\displaystyle \sigma _{\epsilon }=\epsilon {\frac {V}{d}}}
فيكون معدل التكثيف لوحدة المساحة:
{\displaystyle c={\frac {\sigma _{\epsilon }}{V}}={\frac {\epsilon }{d}}}ك المعادلة نستنتج أنه كلما
ε تزيد الشحنة على اللوحين ويحصل المكثف على سعة أكبر.
وبالطبع تختار المواد العازلة المستخدمة على أساس مقاومتها الكبيرة ضد التأين لان التأين يوصل التيار الكهربائي . بهذا يمكن استخدام المكثف في جهد كهربائي عالي قبل أن يبدأ العازل الكهربي التأين ويتسبب في تيار في المكثف ليس مرغوب فيه.

## اقرأ أيضاً
- جهد انهيار
- جلبة كهربائية
- مكثفة
- قابلية كهربائية
- كهرباء انضغاطية
- قضبان التوصيل المعزولة الطور
- قاطع تيار مؤرض الوعاء
- سلك مغناطيسي
- القاطع
- عازل
- عازل كهربائي هاي كي